# The Notorious Mrs. Carrick
The Notorious Mrs. Carrick est un film britannique réalisé par George Ridgwell, sorti en 1924.

## Fiche technique
- Titre original : The Notorious Mrs. Carrick
- Réalisation : George Ridgwell
- Scénario d'après le roman Pools of the Past de Charles Proctor
- Société de production : Stoll Picture Productions
- Société de distribution : Stoll Picture Productions
- Pays de production :  Royaume-Uni
- Langue originale : anglais
- Format : noir et blanc — 35 mm — 1,37:1 — Film muet
- Genre : Film policier
- Durée : 6 bobines (1 676,4 m)
- Date de sortie :
  - Royaume-Uni :1924

## Distribution
- Disa : Sybil Tregarthen
- Cameron Carr : David Carrick
- A.B. Imeson : Tony Tregarthen
- Sydney Folker : David Arman
- Gordon Hopkirk : Gerald Rosario
- Jack Denton : Allen Richards
- Peggy Lynn : Honor Tregarthen
- Basil Saunders : Inspecteur Samson
- Arthur Lumley : Owen Lawson